# Denise Fox
Denise Celeste Fox (previamente: Johnson, Wicks y Turner), es un personaje ficticio de la serie de televisión británica EastEnders, interpretada por la actriz Diane Parish desde el 11 de mayo del 2006, hasta ahora.

## Antecedentes
Denise fue criada por su madre Ada ya que nunca conoció a su padre, lo único que sabe de él es que tocaba en una banda llamada "The Five Hectors" conformada por Patrick Trueman, Aubrey Valentine, Cedric Lucas, Dwight y Earl.
De adolescente Denise salió con Lucas Johnsony. A los deiceiséis años quedó embarazada de Chelsea, sin embargo Lucas comenzó a tomar drogas y al no poder afrontar ser padre dejó a Denise, quien crio sola a Chelsea. Poco después en 1989 Denise comenzó a salir con Owen Turner y quedó embarazada de Libby a finales de 1990. Poco después Owen y Denise se casaron y Libby nació en julio de 1991, Owen era un padre cariñoso sin embargo más tarde en 1999 comenzó a beber y a abusar de Denise, cansada de la situación Denise lo dejó y se llevó a sus hijas y finalmente a finales del 2000 obtuvo el divorcio.